# Саука, Шарунас
Шару́нас Са́ука (лит. Šarūnas Sauka; род. 11 сентября 1958, Вильнюс) — литовский художник, лауреат Национальной премии Литвы по культуре и искусству (1989).

## Биография
Живописи учился в Литовском государственном художественном институте (в настоящее время — Вильнюсская художественная академия). С начала 1980-х годов начал активно участвовать в художественной жизни Литвы. В 1985 году состоялась первая персональная выставка живописи Шарунаса Сауки. С этого времени его работы демонстрировались на выставках во многих странах Европы — в Люксембурге, Венгрии, Германии, Польше, скандинавских странах и других. В 1992 году Саука участвовал в биеннале в городе Раума (Финляндия), в 2001 году — в биеннале стран Балтии и Скандинавии в городе Висбю (Швеция). В 1994 году он представлял Литву на Международной биеннале в Сан-Паулу (Бразилия).
В 1989 году за диптих «Грюнвальдская битва» (1987), своеобразно трактующему выдающееся событие истории Литвы XV века, Саука был награждён Государственной премией Литвы.

## Основные темы творчества
Отличительная черта творчества Сауки — сцены ада, мерзостей и гнусностей, которые происходят здесь, на земле, с участием разных исторических личностей, представляющих культурные и политические сферы, современных похотливых красоток, очень часто — и самого художника, чьё серое, разочарованное лицо демонстрирует страдание от вида происходящего. Однако особенность творчества Сауки составляет то, что изображаемые им мерзости — разверстые внутренности человека, распадающиеся органические материалы создают иллюзию, напоминают вызывающие восхищение манящие предметы роскоши: яркие драгоценные камни, украшения, ювелирные изделия, мрамор, шёлк и бархат церковных облачений. Такая трактовка объектов возводит смысл изображённых Саукой сцен с уровня пластических эффектов к метафизическому обобщению: художник заставляет зрителя чувствовать одновременно и восхищение, и отвращение к одному и тому же, а тем самым ставить под сомнение как свои собственные, так и универсальные экзистенциальные ценности.

## Награды и звания
- Орден Великого князя Литовского Гядиминаса 5-й степени (1998)[1]
- Офицер ордена «За заслуги перед Литвой» (2016)[1]
- Национальная премия Литвы по культуре и искусству (1989)
- Почётный гражданин Зарасайского края (2014; за развитие и пропаганду профессионального искусства и популяризацию Зарасайского края в Литве и за рубежом) [2]
- Премия Балтийской ассамблеи в области искусства (2022)[3]

## Оценки творчества
Саука занимает особое место в истории литовского искусства. Он не стремился к типичному литовскому экспрессионизму, связанному с колористическими поисками и отрицанием литературного начала, традицией, но сформировал свой почерк и своеобразную идейную систему. Его творчество стало одним из вдохновляющих знаков постмодернистского перелома. Критики определяют творчество Сауки как «магический реализм» и «эстетика отвратительного», «ироническая живопись» и даже как «запёкшиеся сгустки красоты». Творчество художника отличает последовательность в развитии, его сюжеты и мотивы из года в год переходят с одного полотна на другое.
Живопись Сауки представляет собой широкий спектр тем и жанров: натюрморты, иллюстрации, картины-галлюцинации, сцены оргий и мучений, которые наблюдает художник или его дети, цикл «Страсти Господни», представлены также этапное, обобщающее творческую и идейную художественную систему Сауки полотно «Ад» и диптих «Грюнвальдская битва». Сам художник говорил о своих работах:
| Творчество — это балансирование на самом краю бездны — безвкусицы, банальности, вульгарности, аморальности, литературности, анекдотизма, китча и так далее. Насколько красиво и убедительно ты сможешь балансировать, насколько опасно для тебя это пребывание на краю и насколько глубока пропасть — настолько зрителю будет интересно за тобой наблюдать. Но если ты переступишь черту, тебе конец — все увидят, что никакой пропасти на самом деле нет. Ты будешь выглядеть глупо и как-то нетрагично, балансируя на ровном месте. Оригинальный текст (лит.)Kūryba — tai balansavimas ant paties bedugnės krašto — ties beskonybe, banalybe, vulgarybe, amoralumu, literatūriškumu, anekdotu, kiču ir t.t. Kaip gražiai ir įtikinamai tu balansuosi, kaip pavojingai būsi arti krašto ir kiek gili bus bedugnė, — tiek ir bus žiūrovui įdomu tave stebėti. Bet peržengsi ribą, ir tau galas — visi pamatys, kad jokios bedugnės išvis nėra. Kvailai ir kažkaip labai netragiškai atrodysi bebalansuojantis ant lygaus lauko. 1. 2. 3. 4. 5. 6. - Sáuka (лит.). Visuotinė lietuvių enciklopedija. Mokslo ir enciklopedijų leidybos centras (11 июня 2012). Дата обращения: 28 августа 2022. |